# Michael Nerlich
Michael Nerlich (né le 11 mars 1939 à Brandebourg-sur-la-Havel dans le Brandebourg en Allemagne) est un romaniste allemand.

## Biographie
Michael  Nerlich a fait des études de germanistique, de romanistique et d’histoire de l’art à Hambourg, Cologne et Bonn ainsi qu’à Paris, Salamanque et Madrid. Il a soutenu sa thèse de doctorat sur la réception de la poétique d’Aristote en Espagne. Il se consacre ensuite à travers Fray Luis de Leon au thème de la persécution des juifs sous les Rois catholiques : El Hombre justo y bueno. Inocencia bei Fray Luis de Leon paraît en 1966. Il soutient la même année son habilitation sur Antonio Mira de Amescua à Cologne. En même temps il s’engage avec Jakov Lind dans la revue littéraire d’avant-garde Akzente contre des expérimentations littéraires sans profondeur de sens.
À 29 ans, il obtient sa chaire à l’Université technique de Berlin où il est, de 1969 à 2000, professeur pour les littératures romanes et directeur de l’Institut de littératures romanes. Il y enseigne surtout la littérature française, publiant des travaux sur Molière, Diderot, Stendhal, Gide, Aragon, etc. Il invite en collaboration avec l’Institut français de Berlin ou le DAAD de nombreux écrivains, par exemple José Maria Alvarez, François Bon, Michel Butor, Chantal Chawaf, Armand Gatti, Alain Lance, Pierre Mertens, Pierre Michon, Cristina Peri Rossi, Suzanne Prou, Alain Robbe-Grillet, Ana Rossetti, Danièle Sallenave, Edoardo Sanguineti, Claude Simon, etc., pour permettre à ses étudiants d’avoir un contact direct avec la littérature contemporaine. Dans les années 1990, il fonde un Centre de recherches sur la France (Frankreichzentrum) qui se trouve à présent à l’Université libre de Berlin.
De 2000 à 2007 il est professeur de littérature espagnole à l’Université Blaise Pascal de Clermont-Ferrand et collabore aussi au CRLMC (Centre de recherches des littératures modernes et contemporaines) en littérature comparée.
En 1994 Michael Nerlich est fait officier des Palmes académiques et en 2010 chevalier dans l’ordre des Arts et des Lettres.
Michael Nerlich est marié depuis 1969 avec la poète et traductrice Evelyne Sinnassamy – Le ciel semé d’oiseaux (1971) ; Sarabande (1983) ; Poèmes pour une petite fille (1985) entre autres – et vit à présent à Charroux (France). Ils ont une fille, France Nerlich, professeur à l’université François Rabelais de Tours et directrice du Département des études et de la recherche de l'Institut national d'histoire de l'art.

## Activités
Michael Nerlich s’est engagé pour une analyse critique du passé franco-allemand dans la romanistique et pour une amélioration du dialogue franco-allemand. En 1975 il fonde avec sa femme la revue bilingue  Lendemains. Etudes comparées sur la France, dont le nom rend hommage à la Résistance française, et qui paraît aujourd’hui aux éditions Gunter Narr. La revue combine des approches littéraires et philologiques avec des recherches d’histoire et de sciences sociales, ainsi qu’avec l’actualité française et les relations franco-allemandes.
En dehors de l’université aussi Michael Nerlich se préoccupe de conserver et de présenter l’histoire de France : en 1982, sur la demande des deux maires qui se sont succédé, il fonde dans sa patrie d’adoption, Charroux dans le département de l’Allier, un musée d’histoire de la ville (Prix Chefs-d'œuvre en péril en 1987, Prix Emile Mâle en 1991). Le deuxième bâtiment du Musée est inauguré en 1995 pour le sept-cent-cinquantenaire de la Charte de Franchises octroyée à Charroux en 1245. Michael Nerlich reçoit en 1996 le Prix Allen, médaille du département.
En 1977, Nerlich publie en deux volumes sa contribution à la recherche sur la formation de la conscience bourgeoise entre 1100 et 1750 sous le titre de Kritik der Abenteuer-Ideologie. Elle est aujourd’hui considérée comme une œuvre fondamentale de l’histoire de la pensée expérimentale et du risque.
Dans les années 1980, et en se fondant aussi sur sa propre activité graphique et photographique, Nerlich analyse les rapports entre texte et image et crée le concept d’iconotexte pour désigner une œuvre où l’écriture et l’image forment une unité indissoluble, dialogique et non-illustrative (voir par exemple les actes du colloque international à l’Université Blaise Pascal en 1988 : Iconotextes, édités par Alain Montandon, C.R.C.D. – Ophrys, Paris 1990).
En 1989 paraît son livre Apollon et Dionysos ou la science incertaine des signes, dans lequel Nerlich démontre à la lumière de textes de Montaigne, Stendhal et Robbe-Grillet que la réalité du texte (même le plus « ouvert ») impose des limites à toute interprétation. Ce livre est en même temps un point de départ pour un dialogue avec Umberto Eco auquel Nerlich consacre diverses publications avant de présenter l’ensemble de l’œuvre d’Eco avec au centre l’analyse des cinq romans, ouvrage paru en 2010 aux éditions A. Francke.
Mais avant cela, grâce à son retour clermontois à la littérature espagnole, il a consacré au dernier livre de Cervantes, paru de façon posthume en 1617, une étude qui a fait date, Le Persiles décodé, ou la « Divine Comédie » de Cervantes, publiée en français aux Presses universitaires Blaise Pascal et traduit en espagnol par Jesus Munarriz, aux éditions Hiperion en 2005.

## Publications (sélection)
- Untersuchung zur Theorie des klassistischen Epos in Spanien (1700-1850), Droz, Genève 1964.
- El Hombre justo y bueno. Inocencia bei Fray Luis de Leon, Klostermann, Francfort 1966.
- Kunst, Politik und Schelmerei. Romain Rolland, André Gide, Heinrich und Thomas Mann, Athenäum Verlag, Francfort 1969.
- Kritik der Abenteuerideologie. Beitrag zur Erforschung der bürgerlichen Bewusstseinsbildung 1100-1750, Akademie-Verlag, Berlin 1977. Angl.: University of Minnesota Press, Minneapolis 1987.
- Apollon et Dionysos ou la science incertaine des signes. Montaigne, Stendhal, Robbe-Grillet, Hitzeroth, Marburg 1989,  (ISBN 978-3925944758).
- Stendhal, Rowohlt, Reinbek 1993,  (ISBN 978-3499505256).
- Los Trabajos de Persiles y Sigismunda, Episteme, Valencia 1996.
- Abenteuer, oder das verlorene Selbstverständnis der Moderne, Gerling Akademie Verlag, Munich 1997,  (ISBN 978-3980335232).
- Le Persiles décodé, ou la « Divine Comédie » de Cervantes, Presses universitaires Blaise Pascal, Clermont-Ferrand 2005,  (ISBN 2-84516-294-4). Espagnol : El Persiles descodificado, o la Divina Comedia de Cervantes, Hiperion, Madrid 2005.
- Umberto Eco. Die Biographie, A. Francke Verlag, Tübingen 2010,  (ISBN 978-3772083532)

## Direction et édition (sélection)
- (avec Gilbert Badia), Kritik der Frankreichforschung: 1871-1975, Argument Verlag, Karlsruhe 1977,  (ISBN 978-3920037653).
- Stendhal, Die Kartause von Parma, Goldmann, Munich 1982,  (ISBN 978-3442076079).
- (avec Friedrich Knilli) Medium metropole : Berlin, Paris, New York, Winter, Heidelberg 1986,  (ISBN 978-3533037811).
- Les procès-verbaux de la Société populaire de Charroux d’Allier. La petite ville sous la Révolution Française, deux volumes, Charroux, TU Berlin, Berlin 1989.
- (avec Nicholas Spadaccini) : Cervantes’ “Exemplary Novels” and the Adventure of Writing, Prisma Institute, Minneapolis 1990.
- (avec Yves Ansel et Philippe Berthier) Dictionnaire de Stendhal, Honoré Champion, Paris 2003,  (ISBN 2-7453-0806-8).